# Mary Jane Leach

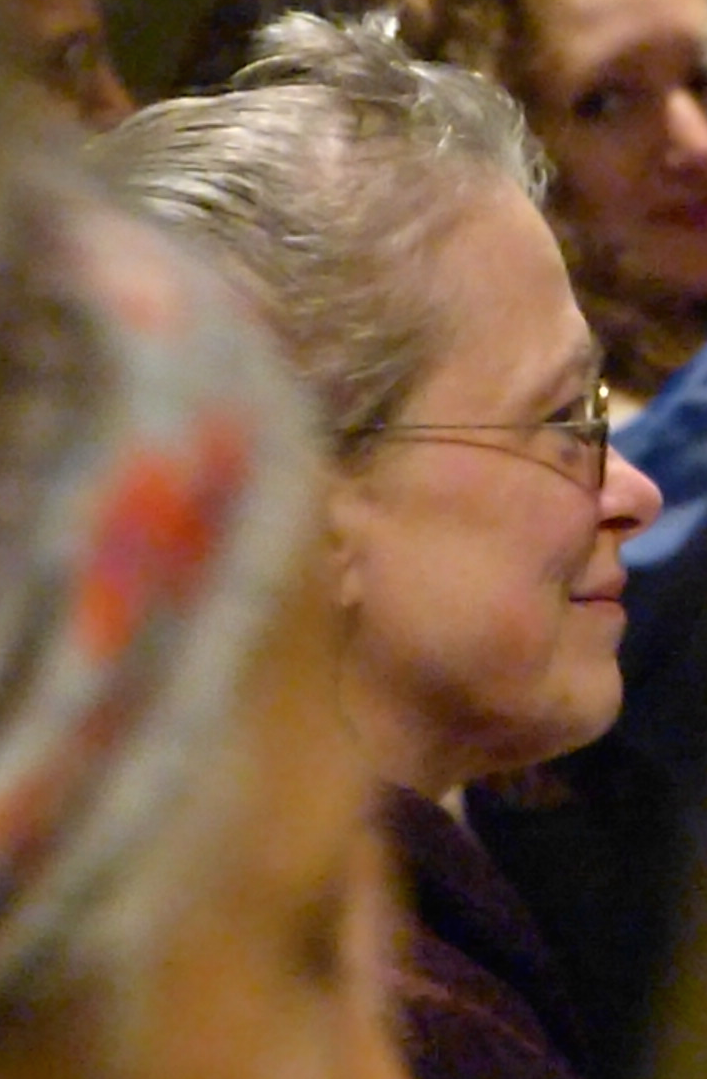
Mary Jane Leach (2015 bei der Welturaufführung ihres Werks „Dowland's Tears“ in der Kunst-Station Sankt Peter in Köln)

Mary Jane Leach (* 1949 in Vermont) ist eine US-amerikanische Komponistin.
Leach sang in ihrer Kindheit im Kirchenchor und spielte in ihrer Highschool-Zeit Bassklarinette. Ende der 1970er Jahre kam sie nach New York, wo sie sich der avantgardistischen Musikszene anschloss und an der Columbia University Musik studierte. Nach minimalistischen Werken wandte sie sich in den 1980er Jahren vor allem der Vokalmusik zu. Bekannt wurde sie als Komponistin neuer Musik mit Werken wie Celestial Fires (1993) und Ariadne's Lament (1998).
Sie erhielt Kompositionsaufträge von Ensembles wie der Fondazione ICO Tito Schipa, der Gruppe Relâche, dem The Downtown Ensemble, der Newband und den New York Treble Singers und Solisten wie Emanuele Arciulli, Sarah Cahill, Guy Klucevsek, Shannon Peet und Libby Van Cleve. 1995 erhielt sie einen Preis der von Jasper Johns und John Cage gegründeten Foundation for Contemporary Performance Arts. Werke Leachs wurden u. a. von Emanuele Arciulli und den Orchestra Sinfonica di Lecce, György Lakatos und dem Trio Lignum, dem Flemish Radio Choir, dem Ensemble La Gioia, den London Concord Singers und dem Schweizer Chor Vox Feminae aufgeführt.

## Werke
- Piano Concerto for Emanuele, 2010
- Piano E-Tude für Klavier, Stimme und Klavier auf Tonband, 2009
- Four Play für vier Violinen, 1986/2007
- Labyrinthus für gemischten Chor und Streichquartett, 2007
- Bach's Set für Solocello und acht Celli auf Tonband, 2007
- Notes Passing Notes für zwei Frauenstimmen live und zwei Frauenstimmen auf Tonband, 2007
- Gulf War Syndrone für Klavier, Klarinette, Cello, Perkussion und Tonband oder Synthesizer und Tonband oder Klavier, Synthesizer, Klarinette, 2–4 Instrumente und Tonband, 2004, 2006
- Wolff Tones E-Tude für Klavier und 4–6 Instrumente, 2004
- Dido in a Minute für Synthesizer und Tonband, 2003
- The Crane Dance für Sopran und achtstimmigen Frauenchor, 2002
- Dido Remembered für Synthesizer und Tonband, 2002
- Copralalia, la la la für zwei Soprane und Tonband, 2002
- Bruckstück für acht- oder sechsstimmigen Frauenchor, 1989, 2002
- The Great Goddess für achtstimmigen Frauenchor, 2001
- Glorious Ariadne für achtstimmigen Frauenchor, 2001
- By'm Bye für Klavier, 2001
- Hear My Voice für Sopran, achtstimmigen Frauenchor und Streichquartett, 2001
- I Sing of Warfare für Tenor, Männerchor und Streichquartett, 2001
- Night Blossoms für Vokalquartett a cappella, 2001
- Theseus Arrives für gemischten Chor und Streichquartett, 2000
- Minos für Tenor und gemischten Chor, 1999
- The Sacred Dance für Sopran und Streichquartett, 1999
- Call to the Ceremony für gemischten Chor und Streichquartett, 1999
- Ceremony of the Bull für gemischten Chor und Streichquartett, 1998
- First String für Streichquartett, 1998
- O Magna Vasti Creta für achtstimmigen Frauenchor und Streichquartett, 1997
- Call of the Dance für Sopran und achtstimmigen Frauenchor, 1997
- Ariadne's Lament für achtstimmigen Frauen- oder Posaunenchor, 1993, 1996
- Ariel's Song für achtstimmigen Frauen- oder Posaunenchor, 1987, 1996
- Song of Sorrows für gemischten Chor, 1995
- Windjammer für Oboe, Klarinette und Fagott, 1995
- Tricky Pan für Solo-Countertenor und acht Countertenöre auf Tonband, 1995
- Corrina Ocarina für Flöte und Harfe, 1994
- Xantippe's Rebuke für Solooboe und acht Oboen auf Tonband, 1993
- He Got Dictators für Sopran, Klavier und Bass, 1993
- Feu de Joie für Solofagott und sechs Fagotte auf Tonband, 1992
- Kirchtraum, Hörspielmusik, 1992

- Bare Bones für vier Posaunen, 1989
- Pipe Dreams für Orgel, 1989

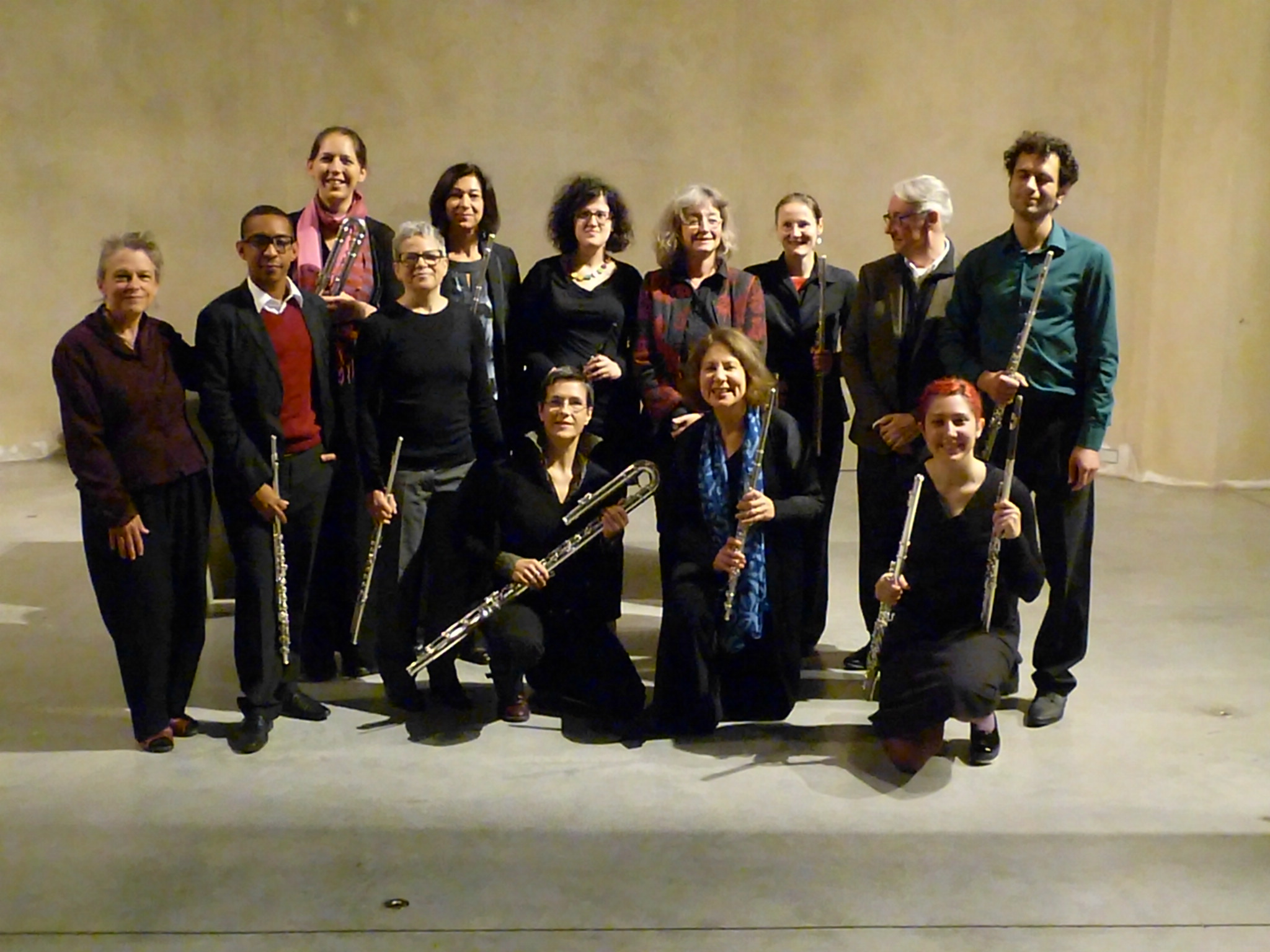
Mary Jane Leach (links) bei der „Kölner Musiknacht 2015“ in der Kunst-Station Sankt Peter (mit Camilla Hoitenga (fl), The Flute Projekt und Kevin Volans (comp, hinten 2. von rechts))

- Sephardic Fragments für Sopran, 1989
- Mountain Echoes für achtstimmigen Frauenchor, 1987
- Guy de Polka für Akkordeon, 1987
- Ariel's Song für achtstimmigen Frauenchor, 1987
- Green Mountain Madrigal für achtstimmigen Frauenchor, 1985
- 8 × 4 für Altflöte, Klarinette, Englischhorn und Stimme, 1985
- Trio for Duo für Altflöte und Stimme, 1985
- 4BC für vier Bassklarinetten, 1984
- Held Held für Altflöte und Stimme, 1984
- Note Passing Note für Solofrauenstimme und Frauenstimme auf Tomnband, 1981